# Minotauromachia
Minotauromachia è un'incisione calcografica all'acquaforte (49,8x69,9 cm) realizzata nel 1935 dal pittore spagnolo Pablo Picasso. Un esemplare dell'opera è conservato nel Museum of Modern Art di New York.
Il Minotauro è la figura più simbolica nelle opere di Picasso realizzate negli anni trenta. Il forte simbolismo del quadro è di difficile interpretazione.
L'incisione fu eseguita durante il periodo della separazione dalla prima moglie Olga, a causa della sua nuova relazione con Marie-Thérèse, il cui viso è rappresentato nella donna che si affaccia al balcone. Il soggetto era già stato ampiamente trattato in alcuni disegni e in diverse incisioni appartenenti alla "Suite Vollard". Inoltre, l'opera è da mettere in relazione con le vicende storiche e politiche contemporanee.